# 博帕爾邦
博帕爾邦是印度的一個已被合併的邦，成立於1949年至1956年。該邦的前身是博帕爾土邦。在印度獨立時，博帕爾曾有過獨立運動出現。1949年6月1日，博帕爾邦正式成立。1952年，尚卡尔·达亚尔·夏尔马就任博帕爾邦首席部長，他也是當時印度最年輕的首席部長。1956年，按《1956年邦界重劃法》，博帕爾邦和鄰近的邦合併，成為新成立的中央邦，博帕爾則是中央邦的首府。
23°15′N 77°24′E / 23.250°N 77.400°E